# Santiago Dabove
Santiago Dabove (Morón, Buenos Aires; 1889-ibidem; 1951) fue un escritor y diletante argentino, célebre por su amistad con los también escritores Macedonio Fernández, Jorge Guillermo y Jorge Luis Borges. Su libro póstumo, La muerte y su traje (1961), fue prologado por el mismo Borges. En 2004 se reeditó con el prólogo original, un segundo prólogo de Horacio Salas e ilustraciones del sobrino-nieto del autor.

## Obra

### Cuentos
- 1961: La muerte y su traje

## Adaptaciones cinematográficas
El episodio El experimento del filme Tres historias fantásticas, dirigido en 1964 por Marcos Madanes, se basa en el cuento homónimo de Dabove.